# 射龍門 (撲克遊戲)
射龍門，是撲克牌中的一種玩法，玩家先拿到兩張牌，依據第三張牌與前兩張牌的點數關係決定輸贏；若第三牌點數介於前兩張牌點數之間算贏，否則算輸。猶如踢足球，將「球」踢進球門（左右兩個門柱之間）算贏，故命名為「射龍門」。
射龍門不限人數，適合在過年期間親屬同樂。

## 规则
首先玩家議定下注底限（例如籌碼100分），然後每人拿出該等籌碼置於桌面中央當作彩金。
發牌者為每位玩家依序發兩張牌。第一位拿牌者依據桌面中央的彩金及自己兩張牌的點數決定要下注之金額，最低為底注100分，最高為當時桌面中央的彩金總額。發牌者發給他第三張牌，若第三張牌點數介於前兩張牌之間，則該玩家可從彩金中拿取下注之金額；若在前兩張牌之外，則玩家必須賠一倍下注金額放入彩金中；若剛好與前兩張牌之一同點（稱為撞柱），則玩家賠二倍下注金額放入彩金中。
例：假如前兩張牌是3和9，玩家下注200分，若第三張開出4、5、6、7、8的話，則該玩家可拿回200分，並贏取彩池內之200分；反之若開出A、2、10、J、Q、K的話，則該玩家下注的200分將輸掉並納入彩池；若開出3或9的話，稱為「撞柱」，玩家除輸掉下注的200分外，更需多付一倍（200分），共400分納入彩池。
倘若前兩張牌點數相同，玩家應選擇比該點數是大或小。若猜對第三張牌點數大小，則拿回200分，否則賠200分（視地區而定，此規則或許不適用）；若第三張牌點數又相同（撞柱），玩家需賠三倍下注額，即輸掉600分。
接下來由下一位拿牌者下注及開牌，依序玩到彩金清光為止；然後重新玩下一輪。